# منتخب صربيا لسباعيات الرغبي
منتخب صربيا لسباعيات الرغبي (بالصربية: Рагби 7 репрезентација Србије)‏ هو ممثل صربيا الرسمي في المنافسات الدولية في سباعيات الرغبي
.